# Puzzle Bobble Galaxy
Puzzle Bobble Galaxy è un videogioco rompicapo sviluppato da Lancarse e pubblicato da Taito per Nintendo DS. È stato pubblicato per la prima volta in Giappone con il titolo Space Puzzle Bobble il 18 dicembre 2008. Successivamente è stato pubblicato in Nord America con il titolo Space Bust-A-Move il 28 luglio 2009 e in Europa con il titolo Puzzle Bobble Galaxy il 28 agosto 2009. Come con Arkanoid DS, Space Invaders Extreme e Space Invaders Extreme 2, il gioco è compatibile con il paddle controller di Taito.

## Modalità di gioco
Come con i precedenti giochi della serie Puzzle Bobble, il giocatore controlla un puntatore nella parte inferiore dello schermo (con il gamepad o il paddle controller di Taito) che spara bolle colorate verso l'alto. Lo scopo è creare gruppi di bolle dello stesso colore nella parte superiore dello schermo. Quando si forma un gruppo di tre o più bolle adiacenti, il gruppo scompare. L'obiettivo finale è di eliminare tutte le bolle dallo schermo. 
Durante il corso del gioco, i giocatori possono raccogliere vari power-up come le stelle che liberano il campo di gioco da tutte le bolle di un colore specifico o una fiamma che distrugge un gruppo di bolle, indipendentemente dal colore, entro un certo raggio. I livelli rimangono per lo più simili ad eccezione di alcuni che presentano delle battaglie con i boss. Il gioco include inoltre una modalità storia in cui i giocatori attraversano otto "mondi". Infine, il gioco include anche una modalità in cui i giocatori possono competere contro altri utenti tramite la Nintendo Wi-Fi Connection.

## Accoglienza
| Testata                            | Giudizio |
| ---------------------------------- | -------- |
| Metacritic (media al 28-09-2020)   | 71/100   |
| GameRankings (media al 09-12-2019) | 76.18%   |
| IGN                                | 7.8/10   |

Il gioco ha ricevuto alcune critiche per i controlli, Daemon Hatfield di IGN ha descritto come "lento e goffo", e per il suo sistema di continua che impedisce ai i giocatori di riprendere il gioco dopo un game over direttamente dal livello in cui hanno perso.